# 기원전 48년

## 연호
- 전한(前漢) 초원(初元) 원년

## 기년
- 전한(前漢) 원제(元帝) 원년
- 신라(新羅) 혁거세 거서간(赫居世居西干) 10년

## 사건
- 율리우스 카이사르와 폼페이우스, 디라키움 공방전.
- 8월 9일 - 율리우스 카이사르와 폼페이우스, 파르살루스 전투.
- 알렉산드리아 전쟁

## 사망
로마의 장군 그나이우스 폼페이우스 마그누스